# أفانا

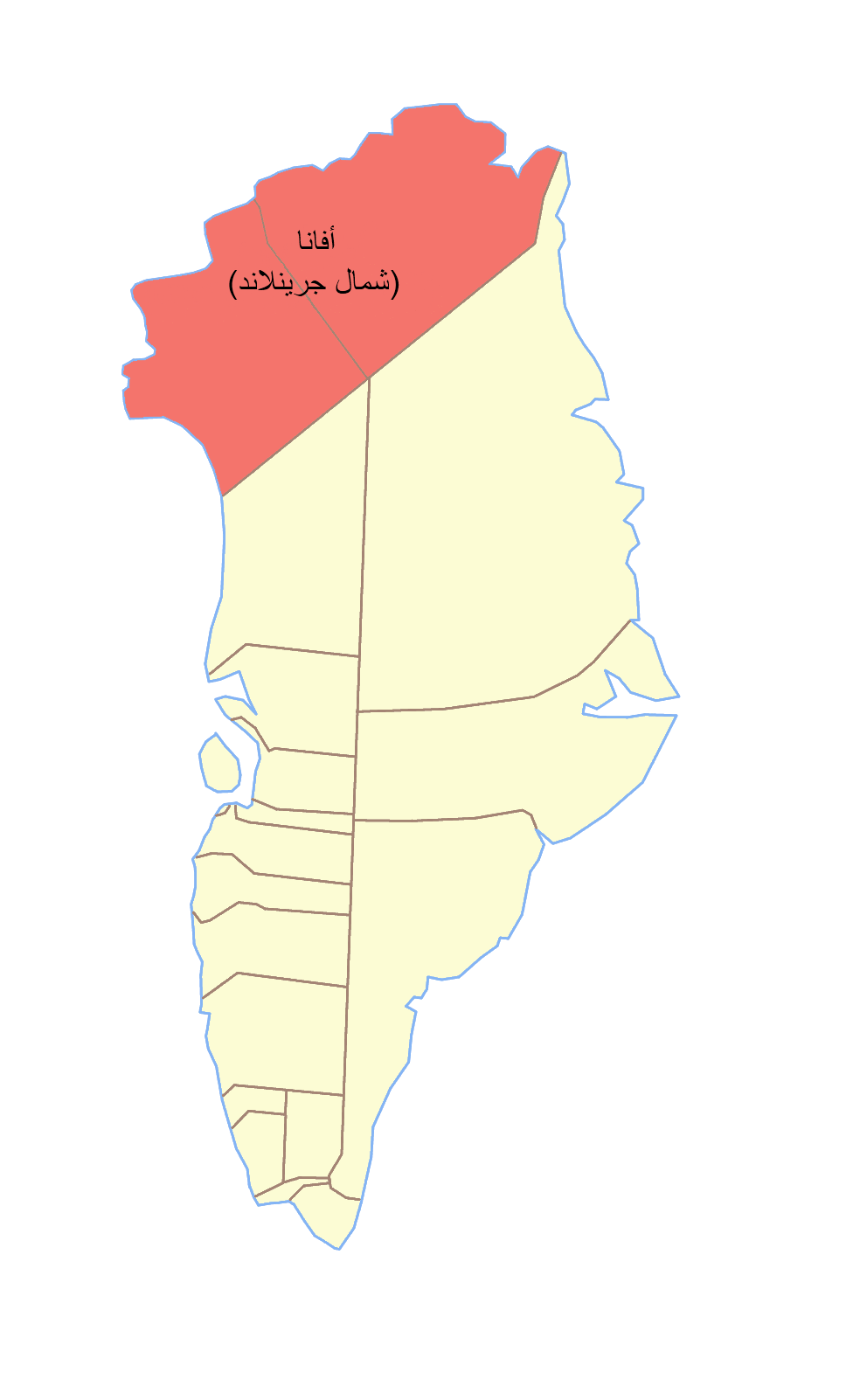
أفانا شمال جرينلاند.

أفانا (أطلق عليها سابقا أسم نوردغرونلاند (شمال جرينلاند) هي واحدة من المقاطعات الثلاث من جرينلاند حتى 31 ديسمبر 2008. كان مقر المحافظة يقع في في مدينة كاناك .
أفانا هي واحدة من أقل الأقسام الإدارية كثافة سكانية في العالم، حيث يعيش 843 شخصًا على مساحة 106،700كيلومتر مربع من الأراضي الخالية من الجليد بكثافة 0.0079 شخص لكل كيلومتر مربع. تبلغ مساحة الأرض الإجمالية بما في ذلك الأرض التي يغطيها الغطاء الجليدي أكثر من 500,000 كيلومتر مربع. يحتوي شمال جرينلاند على أكبر مساحة من الأراضي الخالية من الجليد مقارنة بالمناطق الأخرى في البلاد لأن معظم أقصى الشمال مثل (شبه جزيرة بيري لاند) خالي من الجليد إلى حد كبير بسبب انخفاض هطول الأمطار. تُعرف المقاطعة أحيانًا باسم افاناروسا أو أفانيرسواك.